# Sant Joan d'Arties
Sant Joan d'Arties és una església situada a Arties, en el municipi de Naut Aran (Vall d'Aran), inclosa en l'Inventari del Patrimoni Arquitectònic de Catalunya.

## Descripció
Església d'una sola planta dividida en quatre trams marcats per quatre pilars a banda i a banda de la nau; la nau és d'arc apuntat. La zona dels absis, el presbiteri i els dos primers trams de la nau presenten volta de creueria mentre que els dos restants (direcció W) tan sols mostren forma de volta lleugerament apuntada. La raó d'aquesta diferenciació rau en l'esfondrament de la nau en aquests últims trams tal com senyalen les arrancades dels arcs corresponents a les columnes que sostenen aquest trams. El darrer arc apuntat emmarca el mur de ponent i és en aquest sector on es distingeixen els únics vestigis romànics que conserva l'església; aquests es concreten en les columnes (formades per superposició de tambors de la mateixa mida i forma semicircular) i en resolució estilística de la finestra oberta al mur de ponent (constituïda per tres arcs de mig punt en degradació que es desenvolupen de forma contínua fins als muntants). La portalada està ubicada al mur de migdia consta de tres arcs apuntats en degradació, sense cap element que destorbi la continuïtat fins als muntants. A l'arc de l'entrados i podem veure un guardapols. Els arcs estan formats per dovelles que agrupen horitzontalment tot el conjunt.

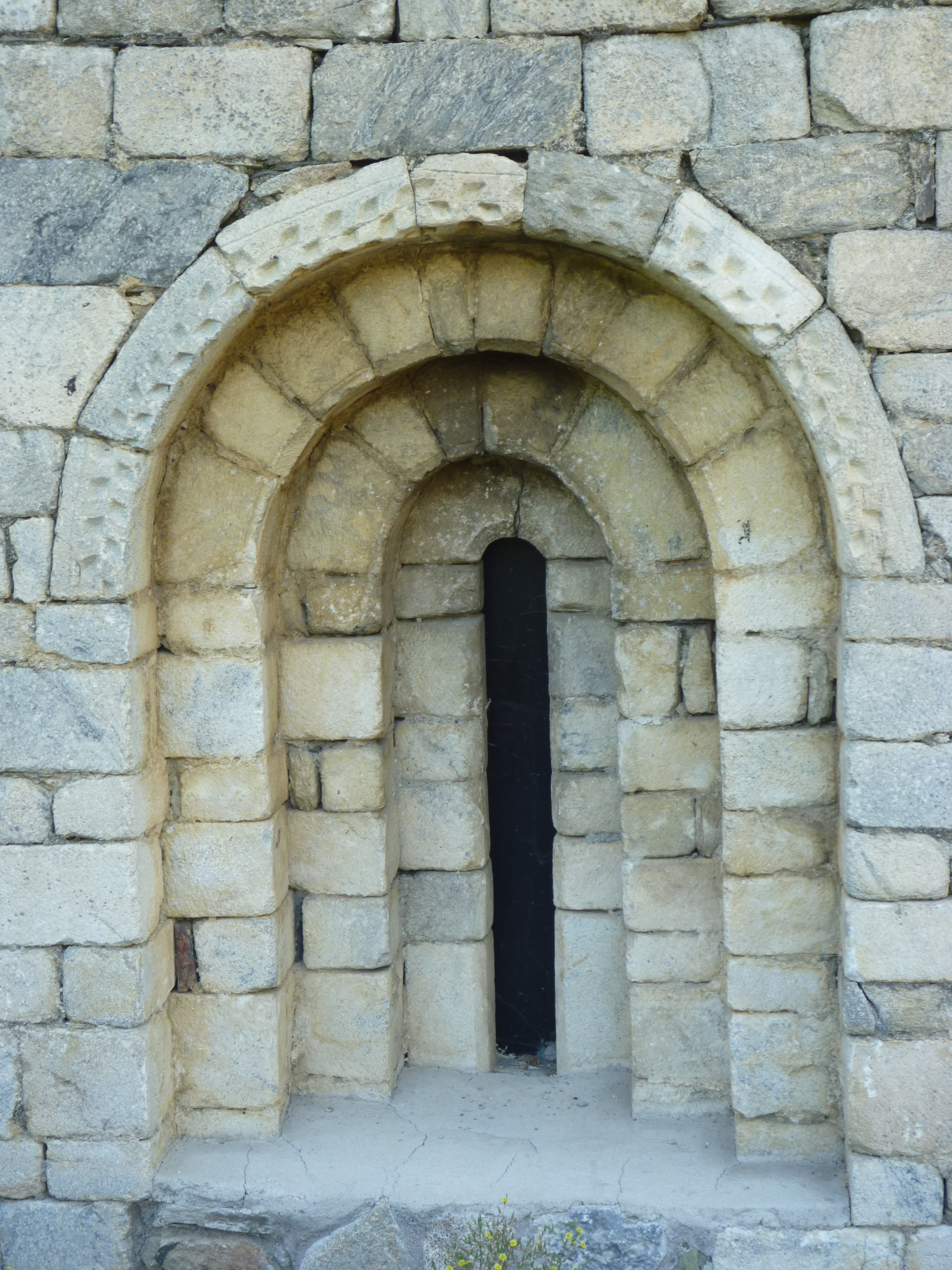
Detall d'una finestra

A la façana oest hi tenim una finestra que podria ser d'època romana tardana, consta de tres arcs de mig punt en degradació, tots ells adovellats i sense cap element que talli la continuació fins als muntants. Com a únic element de decoració observem un arc extradòs en el que s'observa un escacat.
A l'angle SO hi trobem el campanar, de planta quadrada octogonal i de tres pisos. L'arranc sembla correspondre a una construcció, derruïda en el seu moment, i que no correspon a la continuació del campanar. Tampoc és clar el trobament del campanar amb la paret oest de l'església. Com a únics elements decoratius destaquem uns frisos que marquen la separació dels tres pisos.

## Història
Durant la postguerra l'església fou convertida en intendència militar. A l'època de la construcció de les hidroelèctriques va funcionar com a dipòsit de ciment.